# Charhof
Charhof ist ein Gemeindeteil der Stadt Feuchtwangen im Landkreis Ansbach (Mittelfranken, Bayern). Charhof liegt in der Gemarkung Vorderbreitenthann.

## Geografie
Der Weiler liegt in Tallage am Charbach, einem rechten Zufluss der Wieseth. Im Westen grenzt das Waldgebiet Hirschbrunnen an, im Nordwesten der Mörnsheimer Wald und im Nordosten der Kapellenwald, allesamt höher gelegen als der Ort. Eine Gemeindeverbindungsstraße führt über die Charmühle nach Birkach zur Kreisstraße AN 37 (1,3 km südöstlich) bzw. die AN 37 kreuzend nach Steinbach (1,7 km südwestlich).

## Geschichte
Am 21. Januar 1343 wurde der Ort in einer Kaufurkunde erstmals schriftlich erwähnt. Der Ortsname bedeutet Waldhof (ahd. har ‚Wald‘).
Charhof lag im Fraischbezirk des ansbachischen Oberamtes Feuchtwangen. 1732 gab es 2 Anwesen (1 Hof mit doppelter Mannschaft, 1 Korbhaus). Grundherr war das Stadtvogteiamt Feuchtwangen. An den Verhältnissen hatte sich bis zum Ende des Alten Reiches nichts geändert. Von 1797 bis 1808 unterstand der Ort dem Justiz- und Kammeramt Feuchtwangen.
Mit dem Gemeindeedikt (frühes 19. Jahrhundert) wurde Charhof dem Steuerdistrikt Weinberg und der Ruralgemeinde Vorderbreitenthann zugeordnet. Im Zuge der Gebietsreform in Bayern wurde diese am 1. Januar 1972 nach Feuchtwangen eingemeindet.

## Einwohnerentwicklung
| Jahr      | 001818 | 001840 | 001861 | 001871 | 001885 | 001900 | 001925 | 001950 | 001961 | 001970 | 001987 |
| Einwohner | *22    | 25     | *24    | 24     | 18     | 16     | 24     | 20     | 16     | 13     | 9      |
| Häuser    | *5     | 4      |        |        | 3      | 3      | 3      | 3      | 2      |        | 3      |
| Quelle    | [ 11 ] | [ 12 ] | [ 13 ] | [ 14 ] | [ 15 ] | [ 16 ] | [ 17 ] | [ 18 ] | [ 19 ] | [ 20 ] | [ 1 ]  |

## Religion
Der Ort ist seit der Reformation evangelisch-lutherisch geprägt und bis heute nach Feuchtwangen gepfarrt. Die Einwohner römisch-katholischer Konfession waren ursprünglich nach Mariä Sieben Schmerzen (Weinberg) gepfarrt, heute ist die Pfarrei St. Jakobus der Ältere (Elbersroth) zuständig.